# Jacob Richier
Jacob Richier, né vers 1585 à Saint-Mihiel et mort vers 1640 à Grenoble, est un sculpteur et médailleur français, au service du duc de Lesdiguières.

## Biographie
Jacob Richier est né vers 1585 à Saint-Milhiel en Lorraine. Il est le petit fils de Ligier Richier, maître sculpteur lequel a transmis à son fils Gérard puis à ses trois petits fils Jean, Joseph et Jacob la passion de la sculpture. Jacob épouse en 1615 Jeanne Chaléon, fille d'un notaire de Vizille, dont il a eu deux fils, David né en 1616 et Charles né en 1618. Il meurt à Grenoble vers 1640.
Vers 1611, Jacob Richier s'établit en Dauphiné et devient le sculpteur attitré du maréchal François de Lesdiguières. En 1613 il sculpte le tombeau de son protecteur et signe une médaille à l'effigie de Marie Vignon, future duchesse de Lesdiguières. Dans le château de Vizille, propriété des Lesdiguières, il travaille sur le portail, les fontaines des jardins, et les cheminées des appartements.
En 1622, il décore Grenoble d'armoiries à l'occasion de la visite du roi Louis XIII et travaille dans la chapelle ordonnée par Marie Vignon à Sainte-Claire de Grenoble.
En 1635, il sculpte à Lyon les mausolées de Jacqueline de Harlay et de son époux Charles de Neufville dans l'église des Carmélites.